# Alfred Strom
Alfred Strom (* 9. Juli 1916 in Sydney; † 18. März 1973 in Brügge) war ein australischer Radrennfahrer.
Alfred Strom errang als Amateur vier nationale Titel im Radsport. Anschließend beschloss er gemeinsam mit seinem Freund, dem acht Jahre jüngeren Reginald Arnold, nach Europa zu gehen, um dort als Profi Sechstagerennen zu bestreiten.
Strom wurde einer der erfolgreichsten Sechstagefahrer der 1950er Jahre. Er startete bis 1957 bei insgesamt 49 Sechstagerennen in Europa und den USA, von denen er neun gewann, darunter zweimal das Berliner Sechstagerennen, gemeinsam mit Arnold. Später zerstritten sich Strom und Arnold und fuhren mit anderen Partnern weiter, Strom u. a. mit Ludwig Hörmann und Sydney Patterson.
Nach dem Ende seiner sportlichen Karriere blieb Alfred Strom in Belgien, weil er mit einer Belgierin verheiratet war. Er fand Arbeit bei einer Schiffahrtsspedition. Er starb 1973 an einer Vergiftung durch ein Gasleck in seinem Haus in Knokke.